# Walter Norris
Walter Norris   (Little Rock, 27 de desembre de 1931 - 29 d'octubre de 2011) fou un pianista i compositor estatunidenc.
Norris va estudiar primer piano a casa amb la seva mare, després amb John Summers, organista de l'església local. Les seves primeres actuacions professionals van ser amb la banda "Howard Williams" a Little Rock i durant els seus anys de secundària i batxillerat. Després de graduar-se a l'escola secundària, Norris va actuar breument amb Mose Allison, després va fer una gira de dos anys amb la Força Aèria dels Estats Units. Després del seu temps a la Força Aèria, Norris va actuar amb Jimmy Ford a Houston, Texas, i després es va traslladar a Los Angeles on es va convertir en una part integrant de l'escena del jazz de West Coast. Mentre era a Los Angeles, va actuar al primer àlbum de Jack Sheldon i al primer àlbum d'Ornette Coleman, "Something Else!" La música d'Ornette Coleman (1958) per a Records contemporanis.
El 1960, Norris es va traslladar a Nova York i va formar un trio amb el guitarrista Billy Bean i el baixista Hal Gaylor, i el grup va fer un àlbum. Norris va agafar un treball al "New York City Playboy Club" el 1963 i, amb el temps, es va convertir en el director d'entreteniment del club, restant allà fins al 1970. Entre 1970 i 1974, Norris va ser un artista lliure i va ensenyar a la zona de Nova York. El 1974 va substituir Roland Hanna a la banda "Thad Jones-Mel Lewis". Després d'una gira per Escandinàvia, va romandre a Europa per enregistrar un àlbum de duo amb el contrabaix George Mraz, titulat Drifting.
Tornant als Estats Units, Norris es va incorporar al Quintet de Charles Mingus el 1976. Al vestidor abans d'una actuació, segons Norris, va cometre l'error de cridar el temperamental Mingus "Charlie" en lloc de "Charles", que va enfadar Mingus. En aquell moment, el director de l'escena va entrar a la sala i els va dir als músics immediatament que eren necessaris a l'escenari, cosa que va proporcionar una escapada temporal de l'enfrontament. Norris va deixar la banda i va acceptar una feina a Berlín, Alemanya, com a pianista amb la "Sender Freies Berlin-Orchestra". Es va traslladar a Berlín el gener de 1977 i hi va viure des d'aquest moment. Va insistir que la seva por a Mingus era la causa principal del pas a Europa.

## Carrera posterior
El 1990, Norris va signar un contracte de cinc àlbums amb "Concord Records". Totes les gravacions resultants van ser significatives, però especialment Sunburst (amb el saxofonista Joe Henderson), Hues of Blues (amb George Mraz), i l'àlbum de piano Live at Maybeck Recital Hall. El 1998, sense contracte discogràfic, Norris va autofinançar l'àlbum From Another Star, realitzat a Nova York amb el baixista Mike Richmond, enregistrant 1.000 còpies.
El 2010 es va completar un documental dirigit per Chuck Dodson, Walter Norris, un documental. El 2005 es va publicar una autobiografia, "A la recerca de la perfecció musical" i el llibre de mètodes "Essentials for Pianist Improvisers". El juliol del 2006, Norris va gravar a casa seva a Berlín amb el baixista de Los Angeles Putter Smith.
Va morir el 29 d'octubre de 2011 a la seva casa de Berlín, Alemanya, i és sobreviscut per la seva dona, Kirsten. Els seus altres descendents eren dues filles del seu anterior matrimoni amb Mandy, Dinah i Delia (morta), i dues netes, Emily i Holly.

## Com a leader
- The Trio (Riverside)
- Drifting (Enja, 1978) amb George Mraz, Aladár Pege
- Synchronicity (Enja, 1978) amb Aladár Pege
- Stepping on Cracks (Progressive, 1978) amb George Mraz, Ronnie Bedford
- Winter Rose (Enja, 1980) amb Aladár Pege
- Lush Life (Concord Jazz) amb Neil Swainson, Harold Jones
- Live at Maybeck Recital Hall, Volum Quatre (Concord, 1990)
- Sunburst (Concord, 1991) amb Joe Henderson, Larry Grenadier, Mike Hyman
- Love Every Moment (Concord, 1992) amb Putter Smith, Larance Marable
- Hues of Blues (Concord, 1995)
- From Another Star (Sunburst, 1998) amb Mike Richmond
- The Last Set Live at the A-Trane (ACT, 2012) amb Leszek Możdżer.

## Com a sideman
- - amb Pepper Adams
- Julian (Enja, 1976)
- Twelfth & Pingree (Enja, 1976)

- - amb The Thad Jones / Mel Lewis Orchestra
- New Life (1975)

- - amb Ornette Coleman
- Something Else!!!! (1958)